# Нежинский уезд
Нежинский уезд — землеуправленческая (административно-территориальная) единица в составе Черниговской губернии Российской империи, существовавшая в 1781 — 1923 годы. Уездный город — Нежин. 

## История
Уезд учрежден в 1781 году из частей Нежинского и Прилуцкого полков в составе Черниговского наместничества. В 1797 году Нежинский уезд вошёл в состав Малороссийской губернии, а с 1802 — Черниговской губернии. В 1923 году уезд был упразднён, на его территории образован Нежинский район Нежинского округа.

## Население
По данным переписи населения Российской империи 1897 года, в уезде проживало 168 984 человек, из них 91,8 % — украинцы, 5,9 % — евреи, 1,9 % — русские.

## Административное деление
В 1913 году в состав уезда входило 12 волостей: 
| - Веркиевская — м. Веркиевка, - Володько-Девицкая — с. Володькова Девица, - Галицкая — с. Галица, - Дремайловская — с. Дремайловка, - Дроздовская — с. Дроздовка, - Лосиновская — м. Лосиновка, | - Макиевская — м. Макиевка, - Монастырищенская — м. Монастырище, - Мринская — м. Мрин, - Носовская — м. Носовка, - Нежинская — г. Нежин, - Талалаевская — с. Талалаевка. |